# Тритузне
Триту́зне — село в Україні, у складі Солонянської селищної територіальної громади Дніпровського району Дніпропетровської області. Населення станом на 2021 рік становить 439 осіб.

## Географія
Село розташоване на березі річки Тритузна, вище за течією на відстані 4 км розташоване село Суданівка. На відстані до 2-х км розташовані також села Круте, Шестипілля і Вишневе.

## Населення

### Мова
За даними перепису 2001 року більшість жителів вказали рідною мовою українську.  
| Мова                | Відсоток |
| ------------------- | -------- |
| українська          | 93,3 %   |
| російська           | 4 %      |
| білоруська          | 1,8 %    |
| інші/не визначилися | 0,9 %    |

## Економіка
- АФ «Січ».

## Об'єкти соціальної сфери
- Школа.
- Дитячий садочок.
- Фельдшерсько-акушерський пункт.
- Будинок культури.
- Бібліотека
- 4 магазини

## Релігія
В селі розташований Храм Преображення Господнього ПЦУ.

## Персоналії
- Баралей Юлія Юріївна — українська легкоатлетка.
- Панченко Семен Павлович (1906-1943) - радянський партизан,  спільник Миколи Чукмарьева з Солоного, розстріляний  разом з ним 2 березня 1943 році біля Нового Світу.